# Plath GmbH
PLATH GmbH es una empresa alemana de tamaño medio activa internacionalmente con sede en Hamburgo, que se ha especializado en el campo de la radiovigilància militar y la localización por radio.

## Visión general
Su área de negocio se encuentra dentro del área de inteligencia de comunicaciones para aplicaciones tácticas (comm ESM) y estratégicas (COMINT) por un lado, así como aplicaciones para el control del tráfico marítimo y para apoyar la búsqueda y el rescate ( búsqueda y rescate ) por el otro. En asociación con varias filiales, PLATH GmbH cubre toda la cadena de procesos de inteligencia de comunicación con sus productos y sistemas, desde sensores hasta el análisis y evaluación de datos masivas. PLATH GmbH emplea a unas 180 personas y alcanzó unas ventas de 45 millones de euros durante el ejercicio 2016. En 2009, Handelsblatt la clasificó en la 49.ª posición entre los cien futuros líderes del mercado mundial y fue clasificada por VDI Nachrichten como "Campeón Oculto".

## Historia
1837 David Filby, un fabricante de instrumentos de Husum, fundó una casa de comercio de instrumentos náuticos y gráficos en Hamburgo, que fue adquirida por Carl Christian Plath de Hamburgo 1862. El mismo año, Plath vendió un taller de instrumentos geodésicos y matemáticos a Johann Christian Dennert (1829-1920), con el que comenzó la fundación de Dennert & Pape Aristo-Werke. Se siguieron otros cambios de nombre y fondo, como Cassens & Bennecke, que desde 1909 comercializó dispositivos de navegación con el nombre de Cassens & Plath en Bremerhaven, o Weems and Plath en Annapolis, EE. UU., hasta que C. Plath KG se fundó en 1937. En 1950, C. Plath KG creó un departamento para el desarrollo de que había formado parte de la imagen del puerto de Hamburgo durante décadas. La dirección de este departamento fue asumida por Maximilian Wächtler, que fue pionero en el campo del posicionamiento por radio y la radio o la inteligencia en telecomunicaciones es válida (recibió la medalla Rudolf Diesel) y tenía más de 60 patentes en esta área.
Desde este departamento, con la inclusión de partes del Signalgesellschaft fundado en Kiel en 1911, se fundó C. Plath GmbH o PLATH GmbH actual. Hoy, PLATH y sus filiales innoSysTec GmbH, PROCITEC GmbH, PLATH EFT GmbH, PLATH AG con sede en Berna (Suiza) y CYPP GmbH están unidos bajo el paraguas del grupo PLATH. Actualmente, el propietario mayoritario es la empresa familiar Handelsgesellschaft Scharfe mbH & Co. KG.
C. Plath KG, en cambio, se convirtió en LITEF GmbH, que actualmente se denomina Northrop Grumman LITEF GmbH. Debido a esta historia de origen y los numerosos nombres similares, PLATH GmbH se suele considerar erróneamente como el sucesor de C. Plath KG y se asocia con brújulas y otros dispositivos de navegación. Uno de los consejeros delegados de C. Plath GmbH fue el señor Pfaff, que dirigió la empresa de 1989 a 1997. Pfaff, junto con el coronel a. D. Grabau escribió algunas de las obras literarias básicas de reconocimiento por radio. Estos todavía se utilizan hoy en el entrenamiento de las tropas EloKa de las Fuerzas Armadas alemanas y forman parte del trabajo estándar de un explorador.

## Divisiones de productos
PLATH GmbH se hizo conocer principalmente por la fabricación de buscadores visuales de dirección de radio para la navegación y la ubicación de los buques en caso de emergencia. En los momentos en que no había GPS, estos dispositivos eran de la máxima importancia para determinar la posición en el transporte marítimo. En los años 50 y 60, PLATH GmbH, junto con Telefunken / DEBEG, que a su vez utilizaba componentes de PLATH, dominaron la tecnología de búsqueda de dirección. Este dominio en el mercado incluso llegó tan lejos que amplió la búsqueda de dirección por radio al buscador de dirección visual de doble canal SFP7000.
- Sistemas de inteligencia de la comunicación
- Sistemas de rodamientos y localización
- Sistemas de evaluación

## Productos
- antenas
- Receptores de radio
- Radio-buscadores de dirección
- Compresores de datos
- Software de análisis de señales
- Software de evaluación de datos masivos
- Software de control

## Hitos técnicos
Entre las innovaciones técnicas planteadas por PLATH GmbH cabe destacar: el principio de radio-localizador de dirección visual, así como las patentes del primer localizador de dirección visual de doble canal, los métodos para encontrar la dirección y la ubicación de los transmisores en los enlaces de radio de salto de frecuencia o, más recientemente, los métodos para falsear la navegación por satélite (spoofing GPS). Desde que se fundó la empresa en 1954, se han registrado más de 200 patentes.
- 1953 Desarrollo del primer buscador de dirección de doble canal, listo para fabricación en serie, con aprobación oficial
- 1958 radio-buscador de dirección visual modular con módulos enchufables para diferentes funciones y rangos de frecuencia
- 1960 Desarrollo del primer buscador de dirección de radio controlado a distancia
- 1971 Entrega del primer sistema de búsqueda de dirección automático
- 1.975 Buscador de dirección de radio para la búsqueda de dirección de señales por debajo del umbral de ruido
- 1976 Puesta en funcionamiento del primer sistema de radio-reconocimiento automático
- 1982 Realización del método de localización de la nube de puntos en tiempo real
- 1988 Sistema DF de onda corta controlable remotamente para las fuerzas armadas alemanas
- 1988 Primer buscador de dirección de radio de banda ancha en el mundo
- 1988 sistema de búsqueda de dirección automático para sistemas VTS
- 1989 Prototipo del primer buscador de dirección de banda ancha basado en el método Watson-Watt
- 1996 Patente de falseamiento GPS (spoofing GPS)
- 1.997 Introducción del compresor de datos
- 1999 Fundación de PROCITEC y entrada al análisis de paquetes de señales
- 2003 sistema de reconocimiento de telecomunicaciones completamente automático para la banda de onda corta (HF)
- 2009 Buscador de dirección de interferometría de 7 canales de banda ancha para VHF / UHF
- 2012 Primer sistema ICM independiente del sensor del
- Primera línea de productos de 2013 para una cobertura completa de RF
- 2014 primera fusión automática de datos independiente del sensor
- 2.015 Primera evaluación de datos de paquetes digitales completamente automática

## Galería de imágenes

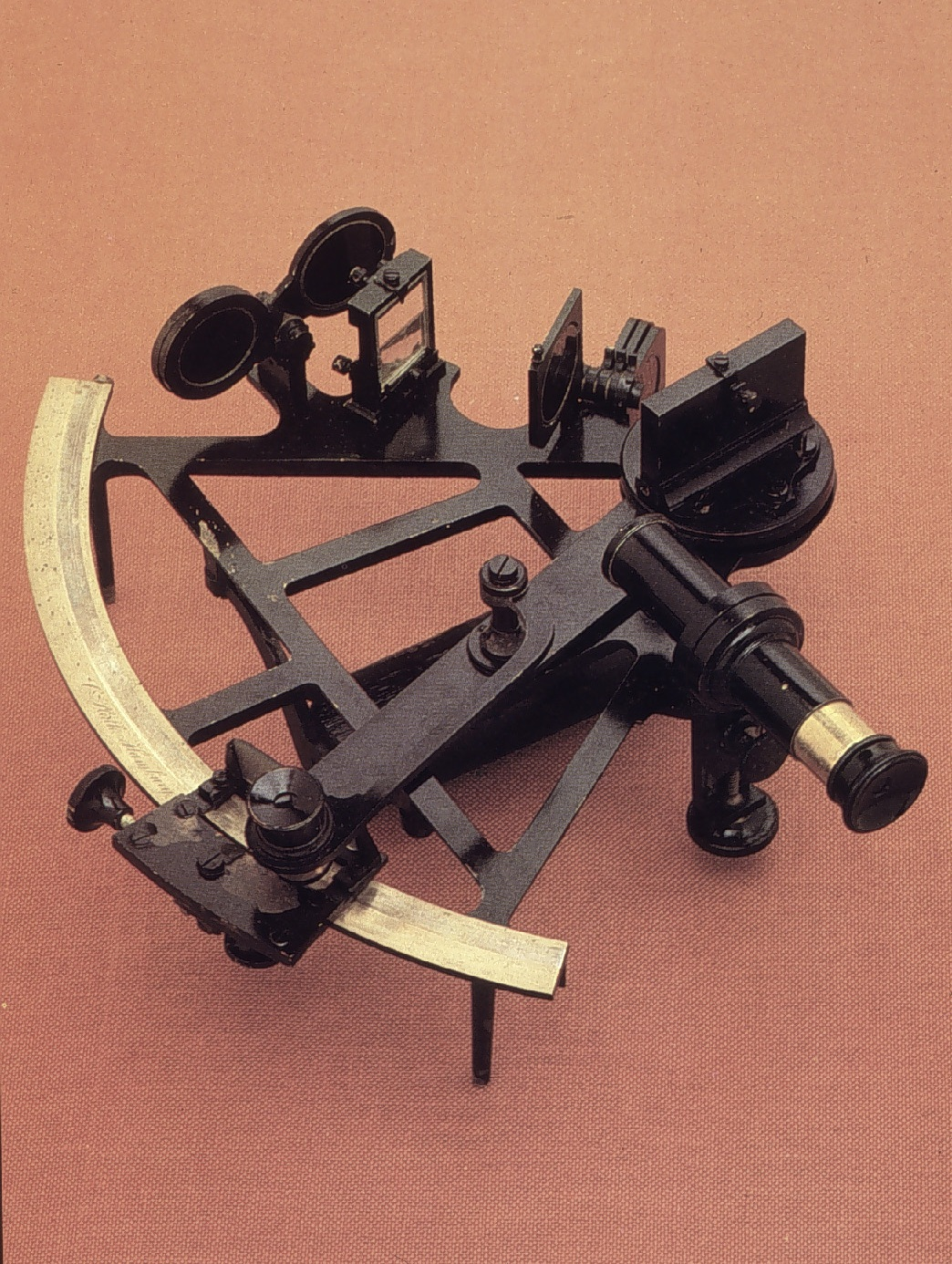
Sextante (hacia el 1890)
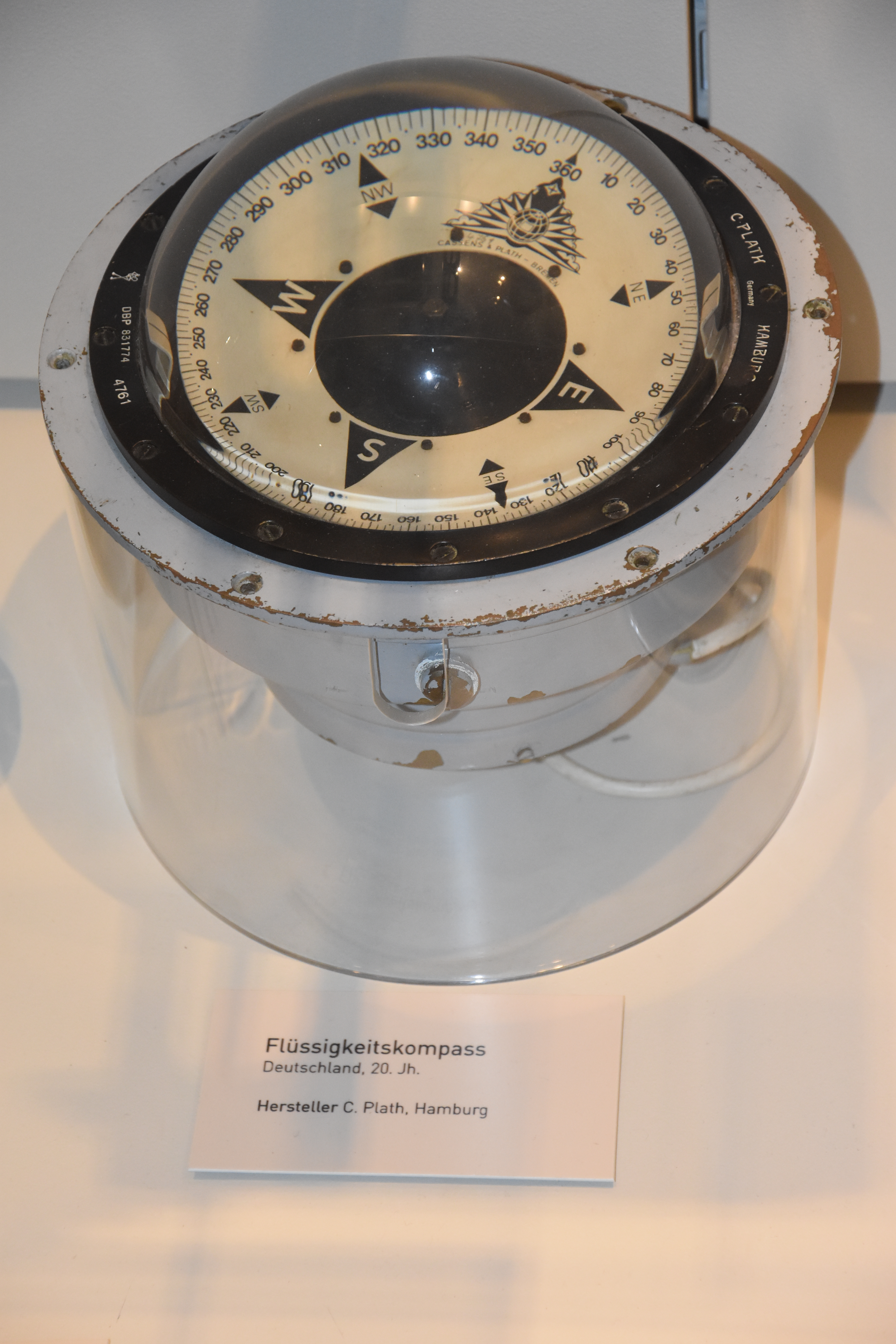
brújula
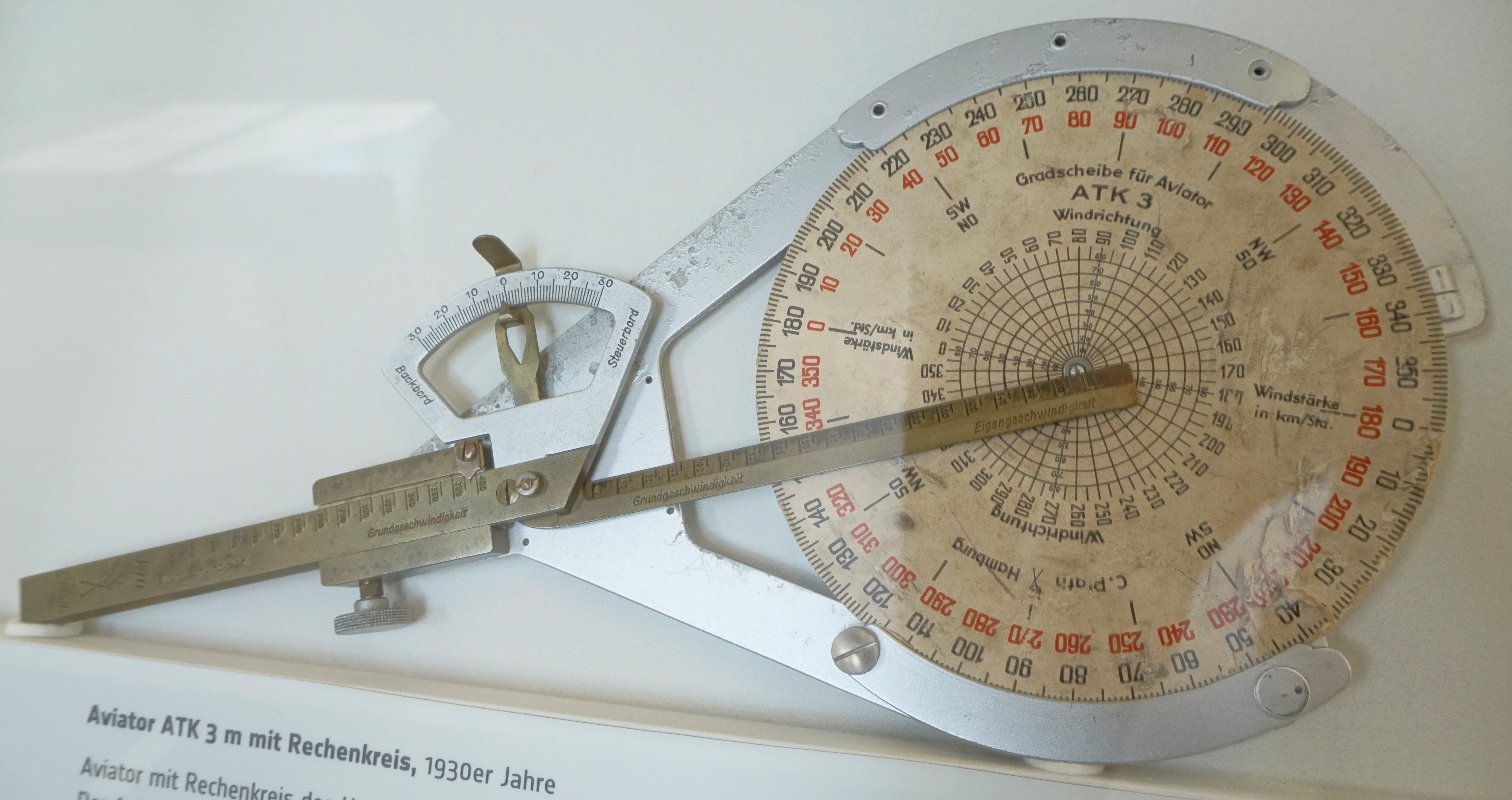
Aviator ATK3 + círculo computador (1930)
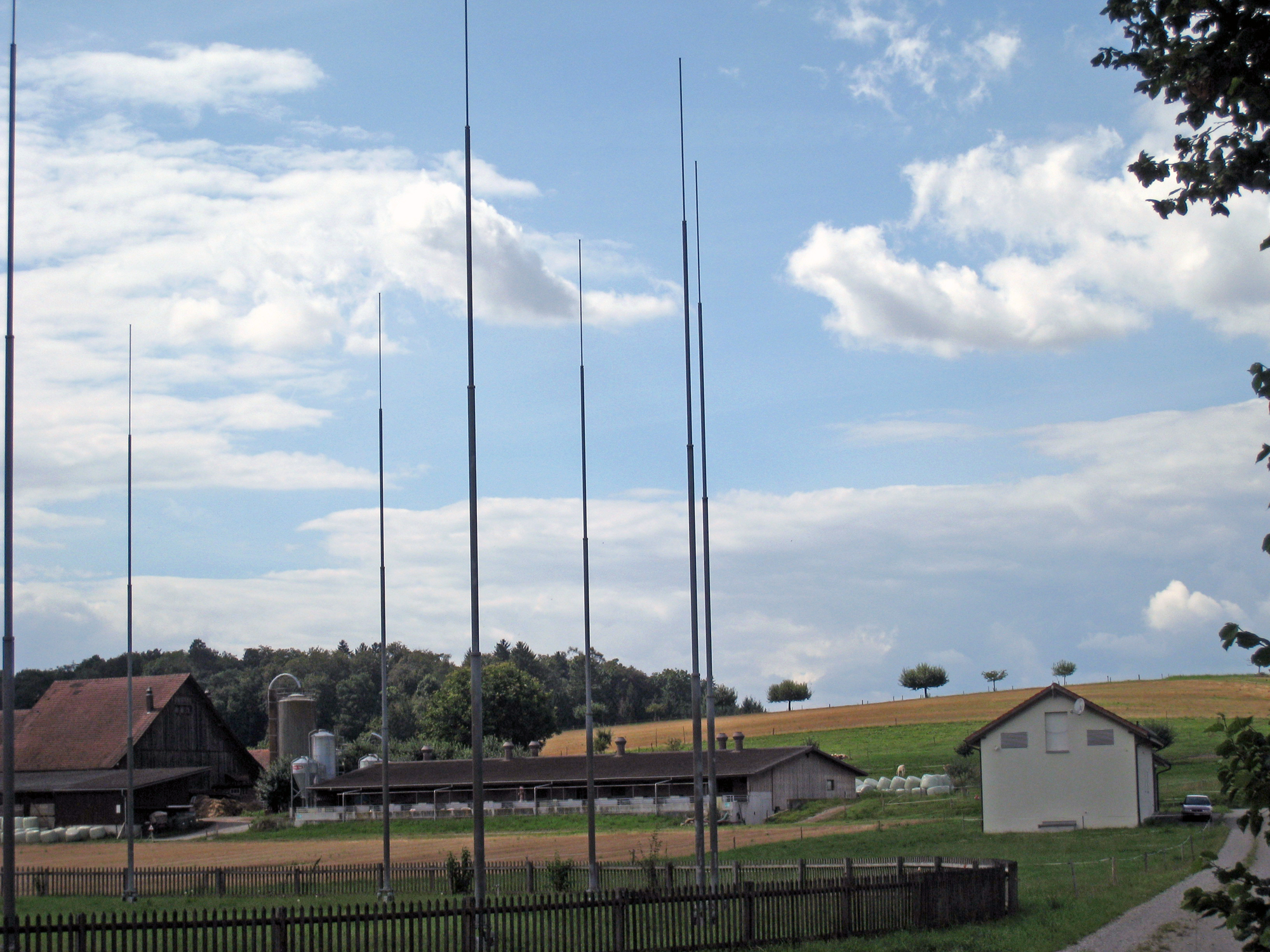
antena Adcock